# Home Affairs
Home Affairs é uma série de televisão sul-africana criada e produzida por Roberta Durrant para a Penguin Films. A série foi ao ar na SABC1 de 14 de julho de 2005 a 11 de março de 2010. A série é protagonizada por Lerato Moloisane, Brenda Ngxoli, Bonnie Mbuli, Sorisha Naidoo, Therese Benade e Nthati Moshesh.
Conta a história de nove mulheres muito diferentes cujas vidas estão interligadas.

## Elenco
- Lerato Moloisane ...  Katlego Mbatha
- Brenda Ngxoli ...  Vuyo Radebe
- Bonnie Mbuli ... Ntombi
- Sorisha Naidoo ...  Shanti Maharaj
- Therese Benade ...  Cherise van Tonder
- Nthati Moshesh ...  Thandeka Ngubane

## Prêmios e indicações
| Ano  | Prêmio                        | Categoria              | Indicação      | Resultado |
| ---- | ----------------------------- | ---------------------- | -------------- | --------- |
| 2007 | 35º Prêmio Emmy Internacional | Melhor Série Dramática | Home Affairs   | Indicado  |
| 2007 | 35º Prêmio Emmy Internacional | Melhor Atriz           | Brenda Ngxoli  | Indicado  |
| 2008 | 36º Prêmio Emmy Internacional | Melhor Série Dramática | Home Affairs   | Indicado  |
| 2010 | 38º Prêmio Emmy Internacional | Melhor Atriz           | Lerato Mvelase | Indicado  |